# La Famille du peintre
La Famille du peintre est un tableau réalisé par le peintre français Henri Matisse au printemps 1911. Cette huile sur toile est un portrait de groupe représentant la famille de l'artiste dans un intérieur, ses deux fils au centre jouant au jeu de dames. Peinture faisant partie des Intérieurs symphoniques exécutés pour le collectionneur russe Sergueï Chtchoukine, elle est aujourd'hui conservée au musée de l'Ermitage, à Saint-Pétersbourg.